# Generální kapitanát
Generální kapitanát (španělsky Capitanía General), nebo také generální kapitánie, byl územně-správní jednotka španělské koloniální říše na americkém kontinentu a ve Španělské Východní Indii. Španělský výraz můžeme do češtiny převést ve tvaru generální kapitánie či generální kapitanát, nebo lze použít české slovo místodržitelství.
V různých regionech španělské americké říše měly kapitanáty rozdílné důvody existence - především to byla území, kde bylo vyšší nebezpečí vpádu jiných koloniálních evropských velmocí, napadení piráty nebo nepoddajné domorodé kmeny Indiánů.
V čele kapitanátu stál generální kapitán (capitán general), jehož funkce byly především vojenské, ale v některých případech mohla splývat s funkcí guvernéra, stejně jako mohl konkrétní kapitanát sjednocovat vojenské i administrativní funkce (v tomto případě se užíval název gobierno y capitánia general). Úřad generální kapitána soustředil do rukou jedné osoby kontrolu nad civilním i vojenským životem daného území. Generální kapitanáty byly de iure podřízeny místokrálovství, de facto byl ale generální kapitán podřízen přímo španělskému králi.

## Seznam kapitánií
V různých kronikách, sepsaných pamětí a dalších textech se vyskytují zmínky o následujících generálních kapitánií:
- Generální kapitanát Kuba (Capitanía General de Cuba)
- Generální kapitanát Chile (Capitanía General de Chile)
- Generální kapitanát Guatemala (Capitanía General de Guatemala)
- Generální kapitanát Filipíny (Capitanía General de las Filipinas)
- Generální kapitanát Portoriko (Capitanía General de Puerto Rico)
- Generální kapitanát Santo Domingo (Capitanía General de Santo Domingo)
- Generální kapitanát Venezuela (Capitanía General de Venezuela)
- Generální kapitanát Yucatán (Capitanía General de Yucatán)